# Heinz Tietjen
Heinz Tietjen (ur. 24 czerwca 1881 w Tangerze, zm. 30 listopada 1967 w Baden-Baden) – niemiecki dyrygent i reżyser operowy.

## Życiorys
Był uczniem Arthura Nikischa. Kierował teatrami operowymi w Trewirze (1907–1922), Saarbrücken (1919–1922) i Wrocławiu (1922–1924). Od 1925 do 1927 i ponownie od 1948 do 1955 roku był dyrektorem Städtische Oper w Berlinie, zaś od 1925 do 1945 roku berlińskiej Staatsoper. W latach 1931–1944 był dyrektorem artystycznym festiwalu w Bayreuth, gdzie wystawił Pierścień Nibelunga (1933–1934, 1936, 1938–1939, 1941), Śpiewaków norymberskich (1933–1934) i Lohengrina (1936–1937). Inscenizował też opery Wagnera w londyńskim Covent Garden Theatre. W 1955 roku wystawił Fidelia Ludwiga van Beethovena na otwarciu odbudowanego ze zniszczeń wojennych gmachu Opery Wiedeńskiej. W latach 1956–1959 był dyrektorem opery w Hamburgu.
Richard Strauss zadedykował mu swoje opery Helena egipska i Miłość Danae.